# Maksim Ignatowicz
Maksim Andriejewicz Ignatowicz, ros. Максим Андреевич Игнатович (ur. 7 kwietnia 1991 w Nowosybirsku) – rosyjski hokeista, reprezentant Rosji.

## Kariera
- Sibir Nowosybirsk (2009-2019)
- Sibirskie Snajpiery Nowosybirsk (2009-2011, 2012-2013)
  -  Stalnyje Lisy Magnitogorsk (2011)
  -  Kristałł Saratów (2011/2012)
  -  Bejbarys Atyrau (2014)
- Nieftiechimik Niżniekamsk (2019)
- Amur Chabarowsk (2019-2020)
- Cracovia (2021)
- Dizel Penza (2021-)

Wychowanek Sibira Nowosybirsk. W seniorskiej drużynie grał w rozgrywkach KHL z przerwami od 2009 do 2019. Ponadto występował w juniorskich rozgrywkach MHL w barwach Sibirskich Snajpierów Nowosybirsk oraz Stalnych Lisów z Magnitogorska. W tych latach był też przekazywany czasowo do innych klubów: w sezonie 2011/2012 do Kristałła Saratów, a od stycznia do maja 2014 do kazachskiego Bejbarysa Atyrau. W Sibirze przedłużał kontrakt: wiosną 2012 o dwa lata, wiosną 2015 o dwa lata, wiosną 2016 o dwa lata, wiosną 2018 o rok. Latem 2019 został zaangażowany przez Nieftiechimik Niżniekamsk, w barwach którego zagrał w jednym meczu w edycji KHL (2019/2020), a po przeniesieniu na listę waivers na początku października 2019 został pozyskany przez Amur Chabarowsk. Tam w marcu 2020 prolongował umowę o rok. Na początku grudniu 2020 jego kontrakt został rozwiązany za porozumieniem stron. Pod koniec stycznia 2021 ogłoszono jego transfer do Cracovii w rozgrywkach Polskiej Hokej Ligi. Tam dokończył sezon 2020/2021 i w sierpniu 2021 przedłużył umowę. Na początku nowego sezonu pod koniec września 2021 odniósł kontuzję, po której już nie wrócił do gry w barwach krakowskiego klubu. W grudniu 2021 ogłoszono jego angaż w Dizelu Penza.
Uczestniczył w turnieju mistrzostw świata juniorów do lat 20 edycji 2011. W sezonie 2011/2012 występował w barwach seniorskiej kadry Rosji w turniejach z cyklu Euro Hockey Tour.

## Osiągnięcia
Reprezentacyjne
- Złoty medal mistrzostw świata juniorów do lat 20: 2011

Klubowe
- Pierwsze miejsce w Dywizji Ural-Syberia w sezonie zasadniczym MHL: 2011 ze Stalnymi Lisami Magnitogorsk
- Srebrny medal MHL: 2011 ze Stalnymi Lisami Magnitogorsk
- Pierwsze miejsce w Dywizji Czernyszowa KHL: 2015 z Sibirem Nowosybirsk
- Finał w Konferencji Wschodniej w fazie play-off KHL: 2015 z Sibirem Nowosybirsk
- Czwarte miejsce w mistrzostwach Kazachstanu: 2014 z Bejbarysem Atyrau
- Srebrny medal mistrzostw Polski: 2021 z Cracovią

Indywidualne
- MHL (2009/2010): Mecz Gwiazd MHL
- MHL (2010/2011): Mecz Gwiazd MHL
- KHL (2014/2015):
  - Najlepszy obrońca tygodnia – 5 stycznia 2015[17]
  - Piąte miejsce w klasyfikacji minut kar w fazie play-off: 30 minut[18]
- KHL (2015/2016):
  - Czwarte miejsce w klasyfikacji minut kar w fazie play-off: 45 minut[19]